# Borrower
The Borrower és una pel·lícula estatunidenca dirigida per John McNaughton, estrenada el 1991.

## Argument
Un alienígena condemnat pels seus crims al seu planeta natal, és enviat a la Terra, però després d'una explosió es transforma en un ésser humà, encara que sense cap.

## Repartiment
- Rae Dawn Chong: Diana Pierce
- Don Gordon: Charles Krieger
- Tom Towles: Bob Laney
- Antonio Fargas: Julius
- Neil Giuntoli: Scully
- Larry Pennell: Capità Scarcelli
- Pam Gordon: Connie
- Tony Amendola: Dr. Cheever
- Robert Dryer: Borrower / Humà
- Mädchen Amick: Megan
- Tonya Lee Williams: Infermera del despatx

## Premis i nominacions

### Premis
- Festival de Sitges 1992: Millors efectes especials (John McNaughton)

### Nominacions
- Festival de Sitges 1992: Millor pel·lícula